# Guiorgui Baramidze
Guiorgui Baramidze (en géorgien : გიორგი ბარამიძე), né le 5 janvier 1968 à Tbilissi) est un homme d'État géorgien, Premier ministre par intérim de la Géorgie entre le 3 et le 17 février 2005.

## Biographie

### Études
Baramidze sort diplômé de la Faculté des technologies chimiques de l'université technique de Géorgie en 1992. Il part ensuite étudier au Centre européen George Marshal pour l'économie de la sécurité et de la défense en Allemagne en 1995 avant de partir à l'université de Georgetown entre 1998 et 1999 en tant que chercheur à l'école du service étranger.

### Politique et Organisations non-gouvernementales
Entre 1991 et 1992, il s'implique dans la politique nationale en tant que secrétaire exécutif du parti Vert de Géorgie, puis en tant que vice-responsable du Conseil des relations internationales et des droits de l'Homme, puis comme chef du département des droits civils et politiques de Géorgie. 

### Parlementaire
Député de 1992 à 1995, Guiorgui Baramidze rejoint l'Union des Citoyens d'Edouard Chevardnadze en 1994. Il redevient député de 1195 à 1999 puis de 1999 à 2003. Il devient en 2002 un des leaders du parti d'opposition Démocrates unis et joue un rôle actif dans la révolution des Roses de novembre 2003.

### Responsabilités gouvernementales
Après la révolution des Roses, Guiorgui Baramidze est nommé ministre de l'Intérieur en novembre 2003. Le 10 juin 2004, il devient le premier civil à occuper la place de ministre de la Défense de la Géorgie. Baramidze est ensuite chargé par le nouveau président Mikheil Saakachvili de s'occuper de l'intégration de la Géorgie dans l'OTAN et du rapprochement avec l'Europe occidentale. Il occupe aussi le poste de vice-premier ministre. Il est politiquement un proche du premier ministre Zourab Jvania.
À la suite de la mort de Zourab Jvania le 3 février 2005, Guiorgui Baramidze devient pour une courte période le Premier ministre par intérim. Le 8 février, Zourab Noghaïdeli est chargé par le président Mikheil Saakachvili de former un gouvernement, il obtient la confiance du Parlement le 17 février et Baramidze cesse donc d'être intérimaire. 

## Personnalité
Baramidze parle russe, anglais et français. Il est marié et père d'un enfant.